# Bruit graphique

Exemple d'un graphique plein de bruit. Une grande zone verte avec des barres rouges (trop d'encre) pour montrer seulement cinq nombres qui deviennent difficiles à lire.

Un bruit graphique (en anglais chartjunk, mot-valise de composé de « tableau » et « déchet », ou Ornementation en architecture) est un élément visuel d'un graphique, tableau qui n'est pas porteur de sens, ou un élément décoratif d'un objet qui n'est pas porteur de fonction utile, et donc non nécessaire à la compréhension de l'information à transmettre, ou à l'utilisateur. Ces éléments sont des distractions non nécessaires réduisant l'attention du spectateur/lecteur,, ou augmentant le coût de l'objet. Dans certains cas, ce bruit peut-être utile et est volontairement utilisé pour mettre en avant une information ou pour la rendre plus attrayante.

## Loos et l'architecture du dépouillement intégral
L'architecte autrichien Adolf Loos (1870-1933) défend déjà l'idée d'une architecture du dépouillement intégral dans son livre « Ornement et crime ».

## Tufte et l'illustration sémantique
Certains mots et éléments visuels peuvent être qualifiés de bruit graphique s'ils ne font pas partie du minimum nécessaire à la transmission du message compréhensible. Par exemple, l'ajout des noms des fleuves sur une carte des « Départements de [Pays] », de grosse taille, et en police d'écriture artistique. Ou l'ajout de couleurs, d'icones, d'un quadrillage particulièrement gras, les ornements et décorations complexes, effets d'ombres et lumières, animations, données non significatives sont autant de bruits graphiques.
Le bruit graphique perturbe la représentation et peut en rendre le réel contenu difficilement compréhensible. On peut trouver des exemples de ce type dans la représentation d'objets dont les échelles respectives ne sont pas respectées, dans l'emploi de fond chargés nuisant à la comparaison des éléments d'un graphique, ou l'utilisation d'effets de 3D dans les graphiques en ligne ou en barres. 

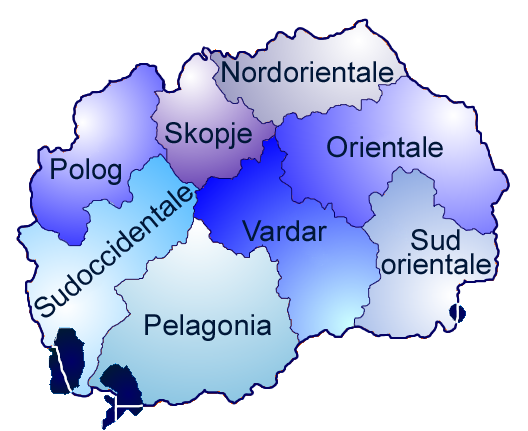
Carte avec bruit graphique : le bleu, et les dégradés de bleu à l'intérieur des provinces.

Le term anglais chartjunk fut d'abord cité par Edward Tufte (1983) dans The Visual Display of Quantitative Information. Tufte écrit ainsi : 

« Les décorations intérieures aux graphiques sont autant d'encre qui ne dit rien de nouveau au lecteur. La raison d'être de la décoration varie — faire apparaitre le graphique comme plus scientifique et précis [expert], vivifier le style, donner la possibilité à l'illustrateur de faire la preuve de ses talents artistiques. Quelle qu'en soit la raison, c'est autant d'encre-sans-information ou d'encre-répétant l'information, et donc souvent du chartjunk [bruit graphique inutile]. »

Le terme étant encore relativement récent, il est encore souvent associé au nom de Tufte,.

## Exemples
Au Québec, le magazine L'Actualité a publié en ~1993 un graphique de l'évolution de la réponse Oui/Non la question de l'indépendance ("souveraineté") du Québec. On y voyait à la fois le Oui et le Non et on y faisait remarquer la distance qui séparait le Oui du Non. Il y avait un effet faux-3D : l'axe horizontal pour le temps, l'axe vertical pour le taux d'appui et un axe diagonal pour faire joli. Ce dernier axe contaminait l'impression que les gens avaient du taux d'appui. Le magazine a été critiqué pour ce graphique qui donnait une fausse impression de la différence Oui/Non par cette sorte d'illusion d'optique. Le magazine s'est ensuite rétracté, avec explication complète du problème.